# Kazuya Nakamura
Kazuya Nakamura (中村和哉?, Nakamura Kazuya; Osaka, 28 settembre 1961) è un preparatore atletico ed ex calciatore giapponese, di ruolo portiere.

## Carriera

### Calciatore
Disputò nove stagioni nello Yomiuri, esordendo nel 1983 come sostituto di Yoshio Nakayama e Takayuki Fujikawa; pur guadagnando presto il ruolo di titolare collezionando 45 presenze nelle tre stagioni seguenti, verrà successivamente chiuso dall'esordiente Shinkichi Kikuchi e da Fujikawa, al punto che fino al ritiro dal calcio giocato, avvenuto al termine della stagione 1991-92, scenderà in campo in undici occasioni. Durante la propria carriera (che riprenderà nel 2012, in occasione dell'assunzione nello staff tecnico del Sagamihara) ha conquistato tutti i titoli nazionali conseguiti dalla squadra nel suo periodo dilettantistico (cinque) e l'edizione 1987-88 del Campionato d'Asia per club.

### Dopo il ritiro
Subito dopo il ritiro dal calcio giocato Nakmaura rimase nel Verdy Kawasaki svolgendo l'incarico di preparatore dei portieri di alcune sezioni giovanili fino al 2010, quando lascerà la squadra in seguito alla scadenza del suo contratto. A partire dal 2012 lavorò nel  Sagamihara, ricoprendo ancora il ruolo di preparatore dei portieri.

## Statistiche

### Presenze e reti nei club
| Stagione | Squadra           | Campionato | Campionato | Campionato |
| Stagione | Squadra           | Comp       | Pres       | Reti       |
| -------- | ----------------- | ---------- | ---------- | ---------- |
| 1983     | Yomiuri           | JSL1       | 18         | -?         |
| 1984     | Yomiuri           | JSL1       | 17         | -?         |
| 1985-86  | Yomiuri           | JSL1       | 10         | -?         |
| 1986-87  | Yomiuri           | JSL1       | 0          | 0          |
| 1987-88  | Yomiuri           | JSL1       | 6          | -?         |
| 1988-89  | Yomiuri           | JSL1       | 5          | -?         |
| 1989-90  | Yomiuri           | JSL1       | 0          | 0          |
| 1990-91  | Yomiuri           | JSL1       | 0          | 0          |
| 1991-92  | Yomiuri           | JSL1       | 0          | 0          |
|          | Totale Yomiuri    |            | 56         | -?         |
| 2012     | Sagamihara        | Kanto 1    | 0          | 0          |
|          | Totale Sagamihara |            | 0          | 0          |

## Palmarès
- Japan Soccer League: 5

1983, 1984, 1986-87, 1990-91, 1991-92
- Coppa dell'Imperatore: 3

1984, 1986, 1987
- Japan Soccer League Cup: 2

1985, 1991
- Konica Cup: 1

1990
- Campionato d'Asia per club: 1

1987-88